# 알안사르 FC
알안사르 FC(아랍어: نادي الأنصار, 영어: Al-Ansar Football Club)는 1951년에 창단된 레바논 베이루트의 축구 클럽이다.

## 성적
- 레바논 축구 리그: 우승 14회 (1988, 1989, 1990, 1991, 1992, 1993, 1994, 1995, 1996, 1997, 1998, 1999, 2006, 2007)
- 레바논 FA컵: 우승 12회 (1990, 1991, 1992, 1994, 1995, 1996, 1998, 1999, 2002, 2006, 2007, 2010)
- 레바논 슈퍼컵: 우승 4회 (1996, 1997, 1998, 1999)
- 레바논 페더레이션컵: 우승 2회 (1999, 2000)
- 레바논 엘리트컵: 우승 2회 (1997, 2000)

## 선수 명단

### 현역
참고: FIFA 자격 규정에 따라 소속된 국가대표팀 국기를 표시합니다. 선수는 복수의 FIFA 비회원국 국적을 가지고 있을 수 있습니다.
| 번호 | 포지션 | 국적       | 이름            |
| ---- | ------ | ---------- | --------------- |
| 4    | DF     | 레바논     | 나데르 마타르   |
| 7    | MF     | 팔레스타인 | 모하마드 헤보스 |
| 17   | MF     | 팔레스타인 | 함자 후세인     |

| 번호 | 포지션 | 국적 | 이름 |
| ---- | ------ | ---- | ---- |